# 1904 au théâtre
| Années du théâtre : 1901 - 1902 - 1903 - 1904 - 1905 - 1906 - 1907    |
| Décennies du théâtre : 1870 - 1880 - 1890 - 1900 - 1910 - 1920 - 1930 |

Cet article présente les faits marquants de l'année 1904 au théâtre.

## Pièces de théâtre représentées
- 17 janvier : La Cerisaie d'Anton Tchekhov, au Théâtre d'art de Moscou
- 1er mars : La Main passe de Georges Feydeau, au Théâtre des Nouveautés
- 27 décembre : Peter Pan de J.M. Barrie à Londres

## Naissances
- 17 mars : Patrick Hamilton, dramaturge et romancier britannique († 23 septembre 1962).
- 8 mai : Boris Livanov, acteur et metteur en scène soviétique († 22 septembre 1972).
- 15 juillet : Marcel Karsenty, directeur de théâtre et producteur de tournées français († 3 mai 1997).
- 16 novembre : Marie-Louise Vittore, connue sous son nom de scène Renée Saint-Cyr, actrice française († 11 juillet 2004).

## Décès
- 6 février : Honoré-Marie-Joseph Duveyrier dit Mélesville fils, auteur dramatique français, né le 18 décembre 1820.
- 2 juillet : Anton Tchekhov, écrivain et dramaturge russe, né le 17 janvier 1860.